# Douglass Montgomery
Pour les articles homonymes, voir Montgomery.

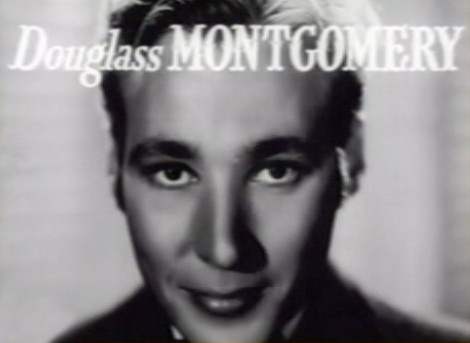
Dans Les Quatre Filles du docteur March (1933)

Douglass Montgomery est un acteur américain, né Robert Douglass Montgomery à Los Angeles (Californie) le 29 octobre 1907, mort d'un cancer à Norwalk (Connecticut) le 23 juillet 1966.

## Biographie
Débutant au cinéma en 1930, dans Paid, aux côtés de Joan Crawford, il est alors crédité 'Kent Douglass', ainsi que dans ses quatre films suivants, sortis en 1931 (dont Waterloo Bridge, avec Mae Clarke). Devenu 'Douglass Montgomery' à l'occasion de son sixième film, Les Quatre Filles du docteur March (un de ses plus connus, sorti en 1933, avec Katharine Hepburn), il joue dans des films américains jusqu'en 1939 (sauf deux films britanniques en 1936). Puis, installé un temps au Royaume-Uni, il tourne à nouveau des films britanniques, entre 1945 et 1948 (dont une coproduction anglo-italienne). Il revient ensuite aux États-Unis, où il participe encore à quelques séries pour la télévision, de 1952 à 1957.
Au total, il apparaît dans seulement vingt-deux films, jouant par ailleurs au théâtre, notamment à Broadway entre 1926 et 1939, puis une dernière fois en 1959.
Il meurt le même jour que l'acteur américain Montgomery Clift.

## Cinéma (filmographie complète)
- 1930 : Il faut payer (Paid), de Sam Wood
- 1931 : Daybreak de Jacques Feyder
- 1931 : Fille de luxe (Five and Ten) de Robert Z. Leonard
- 1931 : Waterloo Bridge de James Whale
- 1931 : Orages (A House divided) de William Wyler
- 1933 : Les Quatre Filles du docteur March (Little Women) de George Cukor
- 1934 : Eight Girls in a Boat de Richard Wallace
- 1934 : Gift of Gab de Karl Freund (caméo)
- 1934 : Et demain ? (Little Man, what now ?) de Frank Borzage
- 1934 : Musique dans l'air (Music in the Air) de Joe May
- 1935 : The Mystery of Edwin Drood de Stuart Walker
- 1935 : Lady Tubbs d'Alan Crosland
- 1935 : Harmony Lane (en) de Joseph Santley
- 1936 : Everything is Thunder de Milton Rosmer
- 1936 : Tropical Trouble d'Harry Hughes
- 1937 : Life Begins with Love de Ray McCarey
- 1937 : Counsel for Crime de John Brahm
- 1939 : Le Mystère de la maison Norman (The Cat and the Canary) d'Elliott Nugent
- 1945 : Le Chemin des étoiles (The Way to the Stars) d'Anthony Asquith
- 1946 : Symphonie fatale (Sinfonia fatale) de Victor Stoloff
- 1946 : Woman to Woman de MacIean Rogers
- 1948 : Forbidden de George King

## Théâtre (à Broadway)
(pièces, sauf mention contraire)
- 1926 : God loves us de J.P. McEvoy
- 1927 : Crime de Samuel Shipman et John B. Hymer, avec Jack La Rue, Sylvia Sidney
- 1927 : Women go on forever de Daniel N. Rubin, mise en scène de John Cromwell, avec Mary Boland, James Cagney, Morgan Wallace
- 1927 : The Garden of Eden d'Avery Hopwood, d'après Rudolph Bernauer et Rudolph Oesterreicher, avec Miriam Hopkins, Alison Skipworth, Ivan F. Simpson
- 1928 : Faust de Johann Wolfgang von Goethe, avec Gale Sondergaard, Helen Westley
- 1928 : Caprice de Sil-Vara, adaptation de Philip Moeller, avec Ernest Cossart
- 1928-1929 : Meteor de S.N. Behrman
- 1930 : Many a Slip d'Edith Fitzgerald et Robert Riskin, avec Sylvia Sidney
- 1931 : Nikki, comédie musicale, musique de Philip Charig, lyrics de James Dyrenforth, avec Fay Wray
- 1931 : Fata Morgana d'Ernest Vajda, adaptation de James L.A. Burrell
- 1932 : Men Must Fight de Reginald Lawrence et S. K. Lauren, avec Edgar Barrier, Gilbert Emery, Alma Kruger, Erin O'Brien-Moore, Kent Smith
- 1933 : American Dream de George O'Neil, avec Josephine Hull, Claude Rains, Gale Sondergaard, Helen Westley
- 1939 : They knew what they wanted de Sidney Howard, avec Vito Scotti (adaptée au cinéma en 1940)
- 1959 : The Legend of Lizzie de Reginald Lawrence